# Forestville (Quebec)
Forestville es una ciudad de la provincia de Quebec, Canadá. Está ubicada en el condado regional de La Haute-Côte-Nord y a su vez, en la región administrativa de Côte-Nord. Hace parte de las circunscripciones electorales de René-Lévesque a nivel provincial y de Charlevoix−Montmorency a nivel federal.

## Geografía
Forestville se encuentra ubicada en las coordenadas 48°44′00″N 69°05′00″O / 48.73333, -69.08333. Según Statistics Canada, tiene una superficie total de 195,22 km² y es una de las 1135 municipalidades en las que está dividido administrativamente el territorio de la provincia de Quebec.

## Demografía
Según el censo de 2011, había 3270 personas residiendo en esta ciudad con una densidad poblacional de 16,8 hab./km². Los datos del censo mostraron que de las 3543 personas censadas en 2006, en 2011 hubo una disminución poblacional de 273 habitantes (-7,7%). El número total de inmuebles particulares resultó de 1584 con una densidad de 8,11 inmuebles por km². El número total de viviendas particulares que se encontraban ocupadas por residentes habituales fue de 1514.